# Ambatomena (Antsirabe II)
Ambatomena – gmina (kaominina) na Madagaskarze, w regionie Vakinankaratra, w dystrykcie Antsirabe II. W 2001 roku zamieszkana była przez 19 084 osób. Siedzibę administracyjną stanowi miejscowość Ambatomena.